# Lama (cognome)
Lama è un cognome di lingua italiana.

## Varianti
De Lama, Lamera, Lameri, Lami, Lamieri, Lamma, Lamo.

## Origine e diffusione
Cognome tipicamente centro-settentrionale, è presente prevalentemente in Emilia-Romagna e Lombardia.
Potrebbe derivare da alcuni toponimi.
La variante Lamma è napoletana; Lamera e Lameri sono cremonesi e bergamaschi.

## Persone
- Giovanni Battista Lama – pittore italiano
- Giovanni Bernardo Lama – pittore italiano
- Giulia Lama – pittrice italiana